# おくさまはヴァンパイア
『おくさまはヴァンパイア』は、ボウイナイフによる日本の漫画作品。『チャンピオンRED いちご』（秋田書店）にて、2013年vol.40から2014年vol.45まで連載された。単行本は全1巻。
人間界と異世界のつながりや、人間とヴァンパイアの結婚から始まった新婚生活を描いていく、ロー・ファンタジーとラブコメディを織り交ぜた物語。人間の妻となったヴァンパイアが、不慣れな人間界での生活から来るトラブルやハプニングを、隣人の家族や異世界の住民たちまで巻き込んでいくドタバタラブコメディ作品といえる。
本作におけるヴァンパイアの既成概念的な伝承はかなり踏襲されており、独自の設定がなされている。また、本作は作者にとって初単行本化作品でもある。

## あらすじ
何世紀も続いた人間界と魔界の抗争が志半ばで終結してから20年、種族間の交流が盛んになり、やがて人間とヴァンパイアの結婚にまでプロジェクト化していった。その一例として結婚した、平凡な会社員・海藤つなしとヴァンパイア貴族の令嬢・イブ・エルゼベートは挙式の後、互いの世界の生活習慣やしきたりなどを話し合う。ヴァンパイアが吸血を許されるのはセックス時に限られ、互いの合意があって成立するものだと言うイブの説明を聞き入れたつなしは、彼女に吸血を許して初夜を迎える。事後、「自分と結婚してよかったのか」と訊くつなしに、イブは「自分がわがまま言ってつなしを選んだ」ことを告白する。そこから夫婦生活が始まるのと同時に、やがて訪れる隣人や魔族たちを巻き込んだトラブルやハプニングの日々を送ることを、つなしとイブは知る由もなかった。

## 登場人物
海藤つなし（かいとう つなし）
本作の主人公。眼鏡をかけた癖っ毛が特徴。職業は会社員。
海藤・イブ・エルゼベート
本作のヒロインでつなしの妻。ヴァンパイア貴族の令嬢。
小尾ともか（おび ともか）
海藤夫妻住むマンションの隣人。専業主婦で二児の母。
樫木モカ
BAR「サイコドライブ」のバーテンを勤める女性。
ルゥ・ガォルー
エルゼベート家に仕える人狼。
アニ・カリクロ
魔界の医者。セントールの賢者・ケイロンの子孫。
自治会長
エルフ族。過去の開墾からイブの一族を逆恨みしている。

## 書籍
- ボウイナイフ 『おくさまはヴァンパイア』 秋田書店〈チャンピオンREDコミックス〉、全1巻 
  1. 2014年12月1日初版発行、2014年11月20日発売 ISBN 978-4-253-23572-3[1]